# Musée basque et de l'histoire de Bayonne
Le musée basque et de l'histoire de Bayonne présente une collection historiographique et ethnographique consacrée au Pays basque en France. Cela va du quotidien du berger et de l'agriculteur depuis la protohistoire, des outils, des arts domestiques et traditionnels, des peintures, des jeux et danses, en passant par l'identité basque à travers les siècles.
Situé à Bayonne, il a reçu en 2003 le label musée de France et est géré depuis 2007 par le Syndicat mixte du musée basque constitué par la ville de Bayonne, l'agglomération Côte Basque-Adour et le conseil général des Pyrénées-Atlantiques.

## Situation
« Hemen sartzen dena bere etxean da »

— Celui qui entre ici est chez lui.

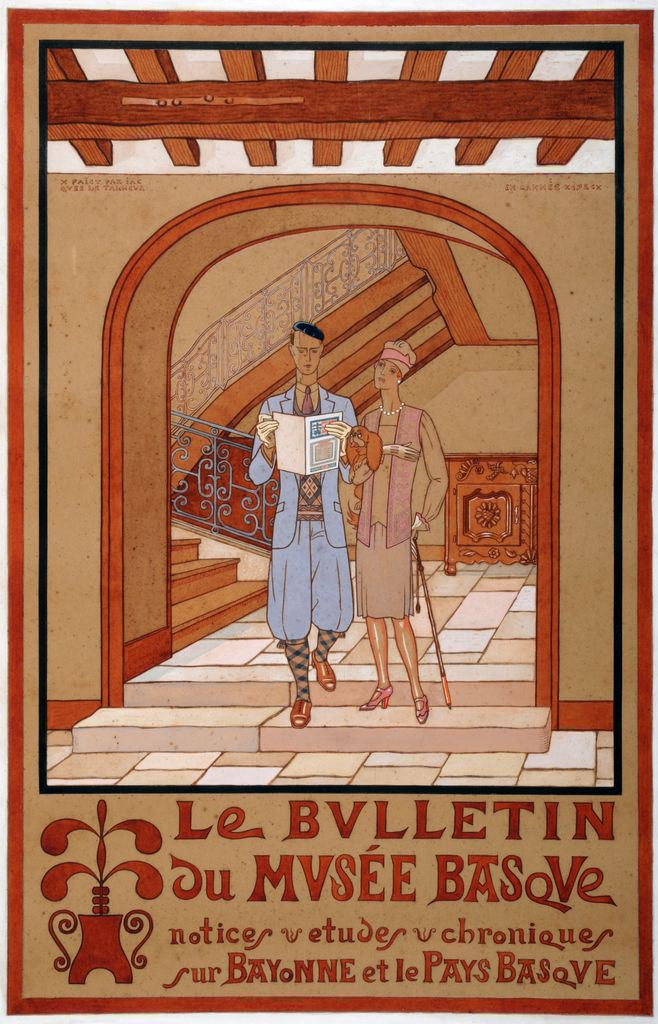
L'intérieur de la maison Dagourette représenté par Jacques Le Tanneur.

Installé depuis 1924 sur le quai des Corsaires à Bayonne, dans la maison Dagourette, demeure bourgeoise de la fin du XVIe siècle (protégée par les monuments historiques depuis 1991), le musée basque et de l'histoire de Bayonne abrite la plus importante collection ethnographique consacrée au Pays basque en France.
Objets et œuvres d'art, collectés pour la plupart au début du XXe siècle, témoignent du fonctionnement de la société basque à l'aube des grands bouleversements du monde contemporain.
Il raconte aussi l'histoire de Bayonne, port maritime et fluvial, confluent des cultures basque, gasconne et juive.

## Musée de société et d'histoire
Depuis la rénovation du musée en 2001, l'exposition permanente se déploie sur trois niveaux, l'ensemble étant organisé autour d'un vaste puits de jour, argialde, conçu sur le modèle des verrières coiffant les escaliers des maisons bayonnaises traditionnelles.
La section ethnographique est logée principalement dans les anciens entrepôts portuaires dont l'architecture utilitaire est en harmonie avec les collections.
La section art et histoire occupe les étages de la maison du négociant Dagourette, bénéficiant de la lumière naturelle dispensée par des ouvertures créées en toiture.

## Exposition permanente
La muséographie réalisée par Zen+dCo, atelier Zette Cazalas, met en scène une sélection de 3 000 objets, répartis en 20 salles thématiques. Sobre et contemporaine, elle présente les objets seuls ou en série, dans des vitrines ou sur des socles, accompagnés de textes trilingues (français, basque et espagnol) ou de documents iconographiques qui en précisent l'usage. Matières, couleurs, ombre et lumière créent un univers propice à la découverte sensible aux impressions et à l'imaginaire.

## Bibliothèque
Outil de premier ordre pour les chercheurs et amateurs d'histoire locale et d'ethnologie, la bibliothèque créée en même temps que le musée est la plus importante de France concernant le domaine basque. Elle propose des livres et des périodiques sur l'histoire, l'art, la civilisation et la littérature basque. Elle conserve un fonds précieux comprenant notamment des manuscrits de pastorales et des livres en basque des XVIe et XVIIe siècles.

## Société des amis du Musée basque
Créée en 1956, cette association et société savante entend « contribuer à l’enrichissement des collections, à l’animation et au rayonnement du Musée Basque et de l’Histoire de Bayonne [et elle] regroupe toutes les personnes intéressées par le patrimoine basque et par la diversité culturelle de la région. Elle apporte son soutien aux études qui s’y rapportent » (extrait de l'article 2 de ses statuts).
La société édite et publie le Bulletin du Musée basque. Cette publication existe puis 1924.